# Schmalenberg (Röthenbach)
Schmalenberg  (westallgäuerisch: Schmāləberg) ist ein Gemeindeteil der Gemeinde Röthenbach (Allgäu) im bayerisch-schwäbischen Landkreis Lindau (Bodensee).

## Geographie
Der Weiler liegt circa drei Kilometer nördlich des Hauptorts Röthenbach und zählt zur Region Westallgäu. Nördlich und östlich der Ortschaft verläuft die Obere Argen.

## Ortsname
Der Ortsname leitet sich vom mittelhochdeutschen Wort smal für klein, schmal ab und bedeutet (Siedlung an) der kleinen/schmalen Anhöhe.

## Geschichte
Schmalenberg wurde erstmals urkundlich im Jahr 1290 als Smalinberg erwähnt. Nordwestlich des heutigen Ortes befand sich der Burgstall Schmalenberg. 1769 fand die Vereinödung Schmalenbergs mit drei Teilnehmern statt.

## Persönlichkeiten
- Johann Georg Lau (1783–1845), Lithograph[5]